# Diadegma monospilum
Diadegma monospilum är en stekelart som först beskrevs av Thomson 1887.  Diadegma monospilum ingår i släktet Diadegma och familjen brokparasitsteklar. Inga underarter finns listade i Catalogue of Life.